# Canal de la Sambre à l'Oise
Het Canal de la Sambre à l'Oise is een kanaal in de Franse regio Hauts-de-France.
Het verbindt het Maasbekken via de gekanaliseerde Samber met het Seinebekken via de Oise. Het werd gebouwd met de bedoeling het langs de Samber gelegen steenkoolbekken van Charleroi van een transportweg te voorzien richting Parijs, zoals reeds eerder gebeurd was voor het bekken van de Borinage met de aanleg van het Kanaal van Saint-Quentin. De bouw werd gestart in 1834 en het werd opengesteld voor de scheepvaart in 1839. Aan de zijde van de Samber diende slechts een hoogteverschil van tien meter overwonnen te worden, zodat er slechts drie sluizen dienden gebouwd.
Naar de Oise toe waren 35 sluizen nodig om het verschil van zowat negentig meter op te vangen. Vanaf Vadencourt volgt het kanaal de vallei van de Oise tot het eindpunt te Tergnier waar het uitmondt in het Kanaal van Saint-Quentin, dat even later op zijn beurt eindigt in het Canal latéral à l'Oise. Vanaf 2006 was op het kanaal vijftien jaar lang geen volledige doorvaart meer mogelijk omdat de kanaalbruggen over de Oise te Vadencourt en Macquigny na controle bouwvallig bleken en de doorvaart er verboden werd. Na jarenlange herstellingswerken werd de volledige doorvaart sinds juli 2021 weer mogelijk gemaakt. De voeding van het scheidingspand gebeurt middels een waterreservoir te Boué dat het water van de Ancienne Sambre opvangt.